# Fadderjärvi
Fadderjärvi är en sjö i Finland. Den ligger i kommunen Enare i landskapet Lappland, i den norra delen av landet, 1 000 km norr om huvudstaden Helsingfors. Fadderjärvi ligger 123,5 meter över havet. Arean är 1,48 kvadratkilometer och strandlinjen är 13,84 kilometer lång. Sjön  ingår i Pasvik älvs huvudavrinningsområde.   
I övrigt finns följande vid Fadderjärvi:
- Nekketenjävri (en sjö)